# Balarama
Balarama (बलराम, Balarāma), també conegut com a Baladeva, Balabhadra o Halayudha, és una divinitat de l'hinduisme, germà gran del déu Krixna. Sovint se'l considera com el vuitè avatar del déu Vixnu. També se'l coneix com una manifestació de Shesha, la gegantina serp sobre la qual descansa Vixnu. Se'l representa amb una arada.